# Aleksandar Šapić
Aleksandar Šapić (Beograd, 1. lipnja 1978.), je bivši srbijanski vaterpolist, proglašen za trećeg najboljeg vaterpolista 21. stoljeća. Po završetku športske karijere uključio se u politički život Srbije. Trenutačni je beogradski gradonačelnik i bivši predsjednik beogradske općine Novog Beograda.

## Karijera

### Klupska karijera
Sa sedam godina je naučio plivati, te je nakon nekoliko godina počeo trenirati u VK Crvenoj zvezdi gdje je igrao za sve sastave. Nakon toga Šapić je prešao u VK Partizan prosinca 1991., nakon što je zatvoren bazen njegovog prethodnog kluba na Novom Beogradu. U svojoj prvoj godini u Partizanu, Šapić je debitirao u seniorskoj ekipi protiv Jadrana iz Herceg Novog. Sa samo 13 godina kao igrač Partizana osvaja Kup Jugoslavije.
Nakon godinu i pol dana u Partizanu, kao dokazani igrač se vratio se u Crvenu zvezdu u sezoni 1993./1994.
Sa 16 godina seli se iz rodnog Beograda u Bečej, gdje je narednih sedam sezona proveo u VK Bečej, s kojim je osvojio šest prvenstava Jugoslavije i šest kupova Jugoslavije. Također je predvodio tim do naslova pobjednika Kupa europskih prvaka, postigavši 5 pogodaka protiv zagrebačke Mladosti. Također je te godine bio najbolji strijelac Kupa s 39 pogodaka u sezoni. 
Zbog financijskih problema koji su kasnije doveli i do gašenja VK Bečej, Šapić je u ljeto 2001. prešao u talijansku ligu i proveo tri sezone u Camogliju.
U ljeto 2004. Šapić je prešao u Savonu.
Šapić je bio najbolji strijelac Kupa europskih prvaka 2000. i 2003. godine.
U sezoni 2005./2006. Šapić je već bio jedan on pet najplaćenijih igrača u ovom sportu kada mu je krajem sezone ruski vaterpolo klub Sturm ponudio 300 000 dolara po sezoni (golema svota u uvjetima vaterpola), što bi ga učinilo najplaćenijim igračem na svijetu.
Na kraju sezone 2005./06., moćna Savona u kojoj su pored Šapića igrali i Tamas Kasas, Bogdan Rat i Viktor Jelenić je stigla do final-foura Kupa prvaka koji se održavao u Dubrovniku, ali je izgubila 8:9 u uzbudljivoj poluzavršnoj utakmici od domaćina Juga.
24. svibnja 2006. je potpisao ugovor sa Šturmom. Uvjeti ugovora nisu objavljeni, ali se vjeruje da su najveći u povijesti vaterpola.
Na kraju sezone 2005./06. Šapić je vlasnik još jednog značajnog rekorda: od 1995. (11 uzastopnih sezona), Šapić je uvijek bio najbolji strijelac u bilo kom timu i ligi u kojima je igrao.
Početkom svibnja 2009. godine Aleksandar Šapić objavljuje prestanak profesionalnog bavljenja vaterpolom.

#### Klubovi
- 1991. – 1992. Partizan Beograd
- 1992. – 1994. Crvena zvezda Jupeks
- 1994. – 2001. Bečej Naftagas
- 2001. – 2004. RN Camogli
- 2004. – 2006. RN Savona
- 2006. – 2009. Šturm 2002 Čehov

### Reprezentativna karijera
Aleksandar Šapić je bio državni reprezentativac od 1995. do 2008. godine. Za državni tim (SR Jugoslavija, Srbija i Crna Gora i Srbija) odigrao je 385 mečeva, postigao 981 gol i osvojio 19 medalja.
Na Olimpijskim igrama 2000. bio je najbolji strijelac s 18 pogodaka.
Na Europskom prvenstvu 2003. u Kranju, Šapić je u borbi za zlatnu medalju postigao pobjedonosni pogodak za Srbiju i Crnu Goru protiv Hrvatske. Također je postigao najviše pogodaka na prvenstvu.
Na Svjetskom prvenstvu 2003. on i Dejan Savić su kažnjeni od strane FINA-e zbog incidenta nakon poluzavršne utakmice s Italijom. Šapić je dobio devetomjesečnu zabranu igranja, a Savić šestomjesečnu.
S reprezentacijom Srbije je osvojio zlatnu medalju na Europskom prvenstvu 2006. u Beogradu.
Pred početak Europskog prvenstva 2008. u Malagi, Šapić je odigrao 370 utakmica za reprezentaciju i postigao 933 gola po čemu je apsolutni rekorder. Reprezentacija Srbije je osvojila srebrnu medalju na tom prvenstvu, a Šapić je uvjerljivo bio najbolji strijelac prvenstva.
Na Olimpijskim igrama 2008. godine u Pekingu Šapić je s 20 pogodaka bio najbolji strijelac turnira. Zbog prijeloma noge zadobivenog u tučnjavi s vratarom Denisom Šefikom nije igrao u utakmici za treće mjesto protiv Crne Gore, koju je Srbija dobila 6:4, već je zrakoplovom prebačen u Beograd, gdje je uspješno operiran.
Šapić se iz reprezentacije povukao nakon Olimpijskih igara u Pekingu, navodeći kao jedan od razloga i loše stanje u srpskom vaterpolu.

## Politika
Godine 2006. postaje član Demokratske stranke. Po okončanju sportske karijere, Aleksandar Šapić se počinje ozbiljnije baviti politikom. Krajem 2009. godine postaje pomoćnik tadašnjeg gradonačelnika Beograda Dragana Đilasa. Godine 2011. postaje predsjednik gradskog odbora Demokratske stranke za Beograd, da bi na izborima 2012. godine, kao kandidat Demokratske stranke, postao predsjednik beogradske općine Novi Beograd. Kao predsjednik općine Novi Beograd, uključio se u mnoge humanitarne aktivnosti, među kojima je i osnivanje i rad u Humanitarnoj fondaciji Novi Beograd. Krajem 2014. godine napušta Demokratsku stranku.

## Obrazovanje
Završio je osnovnu školu "Žikica Jovanović Španac" na Novom Beogradu, Turističku školu, Sportsku akademiju i Fakultet za menadžment (Braća Karić). Diplomirao je 2003. godine, magistrirao 2009. godine, a doktorirao 2012. godine u oblasti industrijskog menadžmenta.

## Obitelj
Otac Aleksandra Šapića, Miloš je defektolog, rođen na Kordunu, a majka Slavojka je nastavnica, rođena u Crnoj Gori. Ima mlađeg brata Vladimira. 2005. godine oženio se Ivanom Šljukić, od koje se razveo u lipnju 2009. godine. Nakon toga se oženio Milicom Rajačić-Šapić s kojom ima sinove Maksima i Fedora.

## Nagrade i priznanja
- Sportaš godine Autonomne pokrajine Vojvodine, 2000. godine
- Orden Nemanje prvog stepena za zasluge u predstavljanju Srbije i njezinih građana, 2001. i 2004. godine
- Najbolji sportaš u izboru Olimpijskog komiteta Srbije i Crne Gore, 2004. godine
- Laureat Oktobarske nagrade grada Beograda, 2005. godine
- Najbolji svjetski vaterpolist, 2005. godine
- Majska nagrada Sportskog saveza Srbije, 2008. godine
- Treći najbolji sportaš u 21. stoljeću po izboru FINA-e, 2010. godine
- Najbolji vaterpolist-napadač svih vremena po izboru Svjetske federacije sporta i kulture, 2017. godine[12]

## Ostalo
Godine 2004. Šapić je imao sporednu ulogu u srpskom filmu Kad porastem biću kengur (Kad odrastem bit ću klokan), te 2012. godine u britanskoj krimi drami Ill Manors. Godine 2014. nastupa u srpskom TV show-u Ples sa zvezdama (Ples sa zvijezdama)

## Vanjske poveznice
- poznati.info: Aleksandar Šapić Biografija  Arhivirana inačica izvorne stranice od 9. studenoga 2013. (Wayback Machine)
- Vreme: Aleksandar Šapić  Arhivirana inačica izvorne stranice od 13. lipnja 2015. (Wayback Machine)
- Biografija na stranicama općine Novi Beograd
- Puls: Biografija Aleksandra Šapića  Arhivirana inačica izvorne stranice od 5. ožujka 2016. (Wayback Machine)
- IMDB profil Aleksandra Šapića
- Twitter profil Aleksandra Šapića